# Lex fori
Lex fori (lateinisch für ‚Recht‘ bzw. ‚Gesetz des Gerichts‘) ist eine der wesentlichen Rechtsanwendungsregeln für das Internationale Privatrecht. Der Begriff lex fori bezeichnet im Internationalen Privatrecht das am Ort des angerufenen Gerichts geltende Recht. Es ist also dasjenige Recht, das am Gerichtsstand gilt, also das Recht des Forumstaates. Dieses Recht ist insbesondere für Fragen des Prozessrechts maßgebend (vgl. Internationales Zivilverfahrensrecht), daneben aber auch für einige sonstige Fragen des Internationalen Privatrechts.
Zur Qualifikation der Rechtsfrage eines Sachverhaltes mit Auslandsberührung, d. h. zur Feststellung der für den Sachverhalt maßgeblichen Kollisionsnorm, wendet die herrschende Meinung aus Praktikabilitätsgründen durchgängig die lex fori an. Hierzu wird die einem Lebenssachverhalt entspringende Rechtsfrage dem entsprechenden, in einer Kollisionsnorm verwendeten, rechtlichen Systembegriff (sog. Anknüpfungsgegenstand) zugeordnet. Die Bestimmung, Auslegung und Einordnung des Anknüpfungsgegenstandes erfolgen nach den Vorstellungen des materiellen Rechts des Forumstaates. Im IZPR findet zur Ermittlung der internationalen Zuständigkeit des angerufenen Gerichtes im Forumstaat ebenfalls die lex fori Anwendung. Es gilt daher im internationalen Verfahrensrecht der Grundsatz, dass ein staatliches Gericht nur sein eigenes (formelles) Verfahrensrecht anwendet.
Der Gegenbegriff ist die lex causae. Diese wird im Gegensatz zu der herrschenden Meinung  anstelle der lex fori von einer Mindermeinung angewendet, um die maßgeblichen Kollisionsnormen durch Qualifikation mittels Auslegung nach dem zur Anwendung berufenen ausländischen Recht zu finden.